# Norbert Aust
Norbert Aust (* 2. Mai 1943 in Liebau, Schlesien) ist ein deutscher Jurist, Unternehmer und Kulturmanager. Seit April 2020 ist er Präses der Handelskammer Hamburg.

## Leben
Norbert Aust wurde als ältester Sohn eines Fleischermeisters geboren. Nach dem Krieg zog die Mutter mit den drei Söhnen in die Nähe von Sulingen (Niedersachsen), der Vater geriet in russische Kriegsgefangenschaft. Erst 1949 fand die Familie wieder zusammen und siedelte später nach Delmenhorst um, wo der Vater 1952 wieder ein Fleischereigeschäft eröffnete. Später hat Bruder Reinhard den Betrieb vom Vater übernommen und weitergeführt.
Norbert Aust absolvierte sein Abitur in Delmenhorst, leistete den Wehrdienst und studierte anschließend Rechtswissenschaft und Volkswirtschaftslehre in Hamburg.
Ab 1970 arbeitete Aust im Hauptberuf an der Hochschule für Wirtschaft und Politik (HWP), zunächst als Wissenschaftlicher Mitarbeiter, später als Rektor und zuletzt von 1980 bis 1992 als Hochschulpräsident. Daneben engagierte er sich in vielfältiger Weise in der Hamburger Kulturszene, unter anderem als Vorsitzender des Trägervereins für das Kulturzentrum Kampnagel (1989–1991), als Mitbegründer und langjähriger Geschäftsführer der privaten Schmidt-Theater, Gründer der Hamburg School of Entertainment, Vorstandsmitglied des Kindermuseums Hamburg e.V. sowie Sprecher des Vereins Hamburger Theater e.V. Außerdem war Aust von 2013 bis 2020 Vorstandsvorsitzender des Tourismusverbandes Hamburg e.V. und ist seit 2013 Aufsichtsratsmitglied der Hamburg Marketing GmbH. In der Handelskammer Hamburg ist Aust als Unternehmer der ABH Besucherhaus GmbH und des Hotelprojekts Pierdrei Hotel Hafencity Hamburg Mitglied im Ausschuss für Tourismus und Gastgewerbe.
Seit April 2020 ist er Präses der Handelskammer Hamburg. Im April 2024 wurde er für eine weitere Amtszeit bis 2028 gewählt.
Aust ist verheiratet und hat sechs Kinder, darunter Tessa Aust, die 2017 die Geschäftsführung in der Schmidts Tivoli GmbH vom Vater übernommen hat.

## Auszeichnungen
Für seine Verdienste wurde Aust 2013 mit der Biermann-Ratjen-Medaille der Stadt Hamburg und 2018 mit dem Bundesverdienstkreuz am Bande geehrt.